# Triumfetta heliocarpoides
Triumfetta heliocarpoides är en malvaväxtart som beskrevs av Arthur Allman Bullock. Triumfetta heliocarpoides ingår i släktet triumfettor, och familjen malvaväxter. Inga underarter finns listade i Catalogue of Life.